# Quotiëntregel
De quotiëntregel is een formule om de afgeleide van een quotiënt van twee functies te bepalen.
Neem aan dat de functie {\displaystyle f(x)} geschreven kan worden als {\displaystyle f(x)=g(x)/h(x)} met {\displaystyle h(x)\neq 0} en dat {\displaystyle g} en {\displaystyle h} beide differentieerbaar zijn, dan geldt
{\displaystyle f'(x)=\left({\frac {g(x)}{h(x)}}\right)^{\prime }={\frac {g'(x)h(x)-g(x)h'(x)}{\left(h(x)\right)^{2}}}}
De volgende verkorte notatie is eveneens gebruikelijk:
{\displaystyle f'=\left({\frac {g}{h}}\right)'={\frac {g'h-gh'}{h^{2}}}}
Ook wordt wel het volgende ezelsbruggetje gebruikt:
{\displaystyle f'={\frac {nat-tan}{n^{2}}}}
Hierin staat "nat" voor "noemer keer afgeleide teller" en "tan" voor "teller keer afgeleide noemer" en "n²" voor het kwadraat van de noemer.

## Bewijs
Het bewijs maakt gebruik van de productregel en van de kettingregel:
{\displaystyle f(x)={\frac {g(x)}{h(x)}}=g(x)\ (h(x))^{-1}}
{\displaystyle f'(x)={\big (}g(x)(h(x))^{-1}{\big )}'=g'(x)(h(x))^{-1}+(-1)g(x)(h(x))^{-2}h'(x)={\frac {g'(x)h(x)-g(x)h'(x)}{(h(x))^{2}}}}

## Voorbeelden

### Voorbeeld 1
Beschouw {\displaystyle f(x)=(x^{2}-3x)/(x-1)}. Toepassen van de quotiëntregel levert
{\displaystyle f'(x)=\left({\frac {x^{2}-3x}{x-1}}\right)^{\prime }={\frac {(x^{2}-3x)^{\prime }(x-1)-(x^{2}-3x)(x-1)^{\prime }}{(x-1)^{2}}}}
{\displaystyle \quad ={\frac {(2x-3)(x-1)-(x^{2}-3x)}{(x-1)^{2}}}}
{\displaystyle \quad ={\frac {x^{2}-2x+3}{(x-1)^{2}}}}

### Voorbeeld 2
Beschouw {\displaystyle g(x)=e^{2x}/\sin(x)}. De afgeleide wordt dan
{\displaystyle g'(x)=\left({\frac {e^{2x}}{\sin x}}\right)^{\prime }={\frac {\left(e^{2x}\right)^{\prime }\sin x-e^{2x}(\sin x)^{\prime }}{\sin ^{2}x}}={\frac {e^{2x}(2\sin x-\cos x)}{\sin ^{2}x}}}

### Voorbeeld 3
Beschouw een functie {\displaystyle k(x)={\frac {g'(x)h(x)-g(x)h'(x)}{h(x)^{2}}}}. De afgeleide wordt dan
{\displaystyle k'(x)={\frac {(g''h-gh'')h^{2}-(g'h-gh')2hh'}{h^{4}}}.}
Deze formule kan men gebruiken voor de tweede afgeleide van de functie {\displaystyle f(x)={\frac {g(x)}{h(x)}}}.